# Eviota disrupta
Eviota disrupta är en fiskart som beskrevs av Karnella och Lachner, 1981. Eviota disrupta ingår i släktet Eviota och familjen smörbultsfiskar. Inga underarter finns listade i Catalogue of Life.